# Championnat de République tchèque de hockey sur glace 2007-2008
Saison précédente Saison suivante
La saison 2007-2008 est la quinzième saison des championnats de hockey sur glace de République tchèque : l’Extraliga, la première division, la 1. liga, second échelon, la 2. liga, troisième division et des autres divisions inférieures. Les résultats présentés ici ne reprendront que les trois premières divisions.

## Résultats de l'Extraliga

### Déroulement

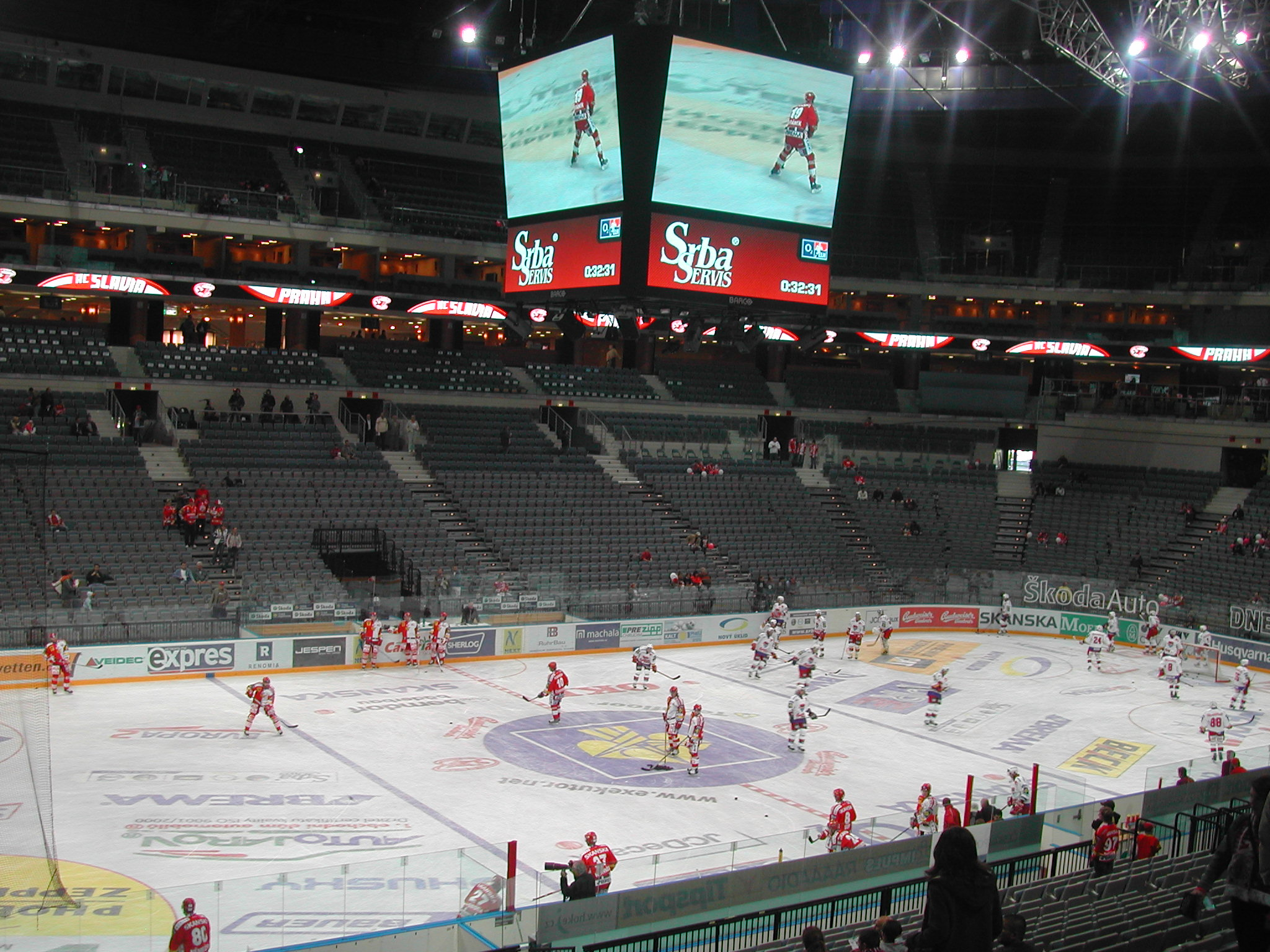
Échauffement de l'équipe pour le premier match de la saison.

Les quatorze équipes de la division élite jouent chacune un total de 52 matchs soit quatre confrontations pour chaque équipe au cours de la saison, deux à domicile et deux à l'extérieur. À l'issue de la saison régulière, les six meilleures équipes sont directement qualifiées pour les séries, les quatre suivantes jouent pour les deux dernières places des playoffs et les quatre dernières jouent une poule de relégation, poule à l'issue de laquelle la dernière équipe devra jouer son maintien contre la meilleure équipe de 1.liga.
La saison régulière a commencé le 12 septembre 2007 par un match entre le Slavia Praha et HC České Budějovice - victoire du Slavia 4-3 après les tirs de fusillade - alors que quelques jours plus tôt, Martin Čech meurt au volant de sa voiture. Le 21 février, les équipes jouent leur dernier match de la saison et České Budějovice finit à la première place du classement avec une victoire à l'extérieur lors de la dernière journée. Les play-offs se sont joués du 24 février au 16 avril.
En finale des playoffs, le Slavia Praha remporte son second titre de son histoire en Extraliga en battant le HC Energie Karlovy Vary 4 matchs à 3.

### Première phase

#### Classement de la saison régulière

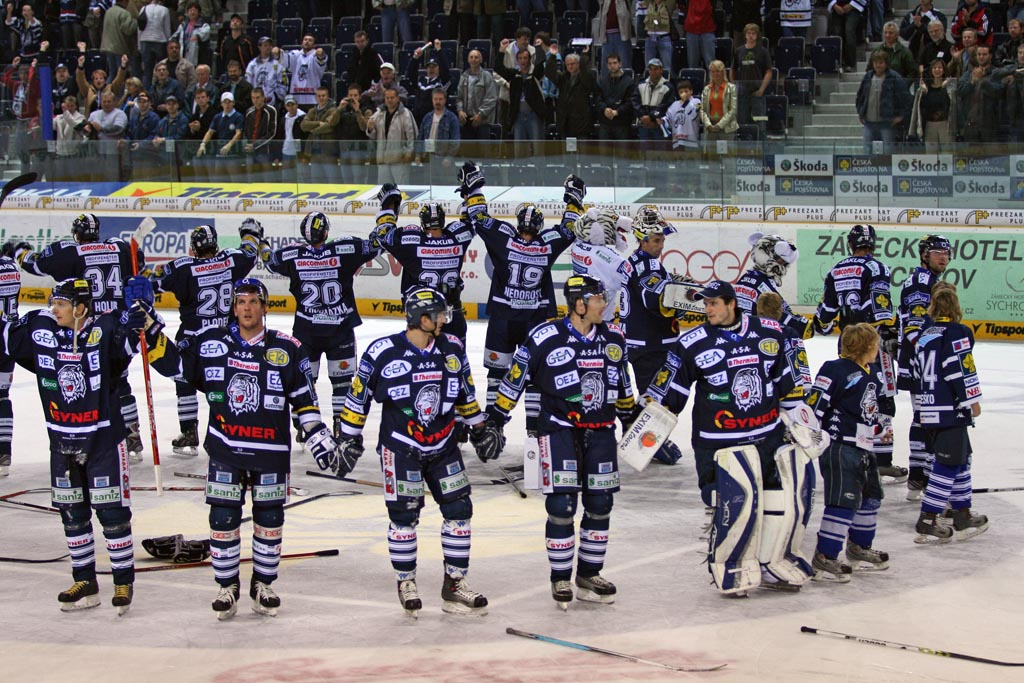
Joueurs du HC Bílí Tygři Liberec après une victoire contre le HC Slavia Praha en octobre 2007.

| Place | Équipe                  | PJ | V  | VP | DP | D  | BP  | BC  | Pts |
| ----- | ----------------------- | -- | -- | -- | -- | -- | --- | --- | --- |
| 1er   | HC České Budějovice     | 52 | 30 | 5  | 6  | 11 | 166 | 111 | 106 |
| 2e    | HC Slavia Praha         | 52 | 29 | 3  | 5  | 15 | 181 | 130 | 98  |
| 3e    | HC Bílí Tygři Liberec   | 52 | 21 | 9  | 10 | 12 | 146 | 120 | 91  |
| 4e    | HC Energie Karlovy Vary | 52 | 18 | 12 | 7  | 15 | 162 | 141 | 85  |
| 5e    | HC Litvínov             | 52 | 20 | 6  | 8  | 18 | 145 | 141 | 80  |
| 6e    | HC Sparta Praha         | 52 | 19 | 6  | 10 | 17 | 135 | 145 | 79  |
| 7e    | HC Oceláři Třinec       | 52 | 21 | 5  | 5  | 21 | 144 | 144 | 78  |
| 8e    | HC Geus Okna Kladno     | 52 | 18 | 9  | 5  | 20 | 149 | 144 | 77  |
| 9e    | HC Lasselsberger Plzeň  | 52 | 14 | 14 | 7  | 17 | 174 | 172 | 77  |
| 10e   | HC Znojemští Orli       | 52 | 19 | 6  | 7  | 20 | 133 | 139 | 76  |
| 11e   | HC Vítkovice Steel      | 52 | 19 | 4  | 7  | 22 | 131 | 149 | 72  |
| 12e   | HC Moeller Pardubice    | 52 | 18 | 6  | 4  | 24 | 147 | 157 | 70  |
| 13e   | RI Okna Zlín            | 52 | 19 | 1  | 4  | 28 | 135 | 166 | 63  |
| 14e   | HC Slovan Ústečtí Lvi   | 52 | 6  | 7  | 8  | 31 | 107 | 196 | 40  |

#### Meilleurs pointeurs

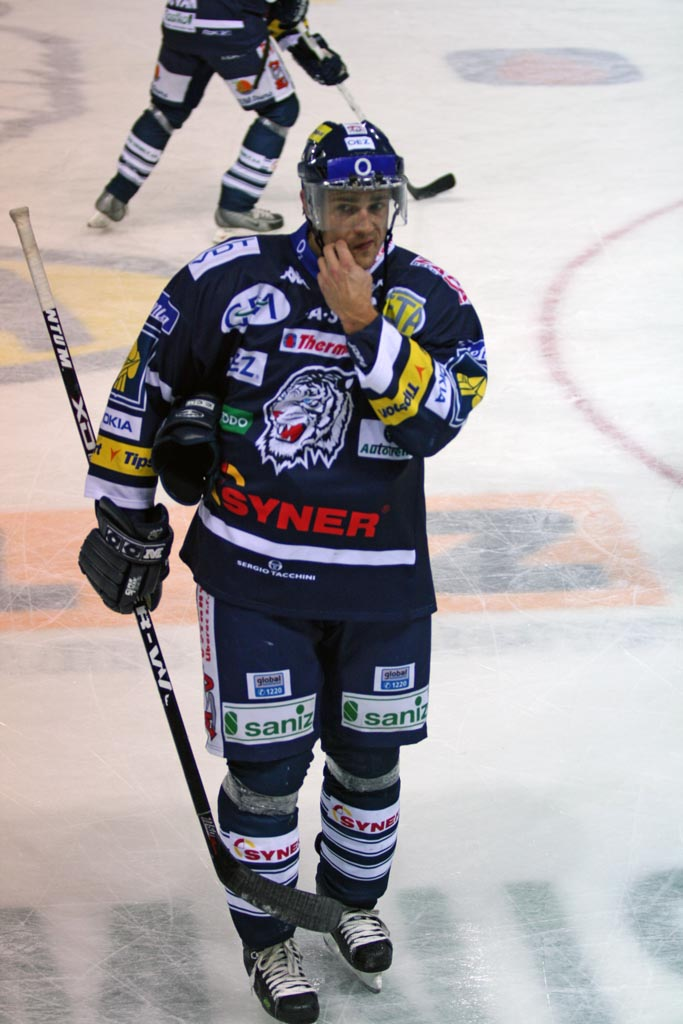
Leoš Čermák, joueur du HC Bílí Tygři Liberec

Cette section présente les meilleurs pointeurs de la saison régulière. Comme la saison passée, seul le premier passeur juste avant un but est crédité d'une mention d'assistance.
| Joueur            | Équipe                 | PJ | B  | A  | Pts | +/- | Pun |
| ----------------- | ---------------------- | -- | -- | -- | --- | --- | --- |
| Petr Ton          | HC Sparta Praha        | 50 | 27 | 16 | 43  | -3  | 8   |
| Pavel Patera      | HC Geus Okna Kladno    | 52 | 19 | 22 | 41  | -5  | 68  |
| Jaroslav Balaštík | RI Okna Zlín           | 52 | 29 | 11 | 40  | -4  | 72  |
| Jaroslav Kalla    | HC Geus Okna Kladno    | 52 | 17 | 23 | 40  | +14 | 38  |
| František Lukeš   | HC Litvínov            | 52 | 17 | 22 | 39  | +14 | 38  |
| Jan Peterek       | HC Oceláři Třinec      | 52 | 8  | 31 | 39  | +7  | 46  |
| Michal Důras      | HC Lasselsberger Plzeň | 52 | 20 | 17 | 37  | +4  | 24  |
| Tomáš Netík       | HC Sparta Praha        | 49 | 15 | 22 | 37  | +2  | 64  |
| Jaroslav Bednář   | HC Slavia Praha        | 40 | 25 | 11 | 36  | +14 | 61  |
| David Hruška      | HC Slavia Praha        | 52 | 22 | 13 | 35  | +11 | 16  |
| Tomáš Divíšek     | HC Lasselsberger Plzeň | 52 | 21 | 14 | 35  | -17 | 133 |
| Viktor Ujčík      | HC Vítkovice Steel     | 51 | 19 | 16 | 35  | +7  | 79  |
| Petr Vampola      | HC Lasselsberger Plzeň | 52 | 15 | 20 | 35  | +17 | 72  |
| Róbert Tomík      | HC Oceláři Třinec      | 52 | 23 | 11 | 34  | +0  | 30  |
| Tomáš Kůrka       | HC České Budějovice    | 52 | 19 | 15 | 34  | +15 | 20  |

#### Meilleurs gardiens de but

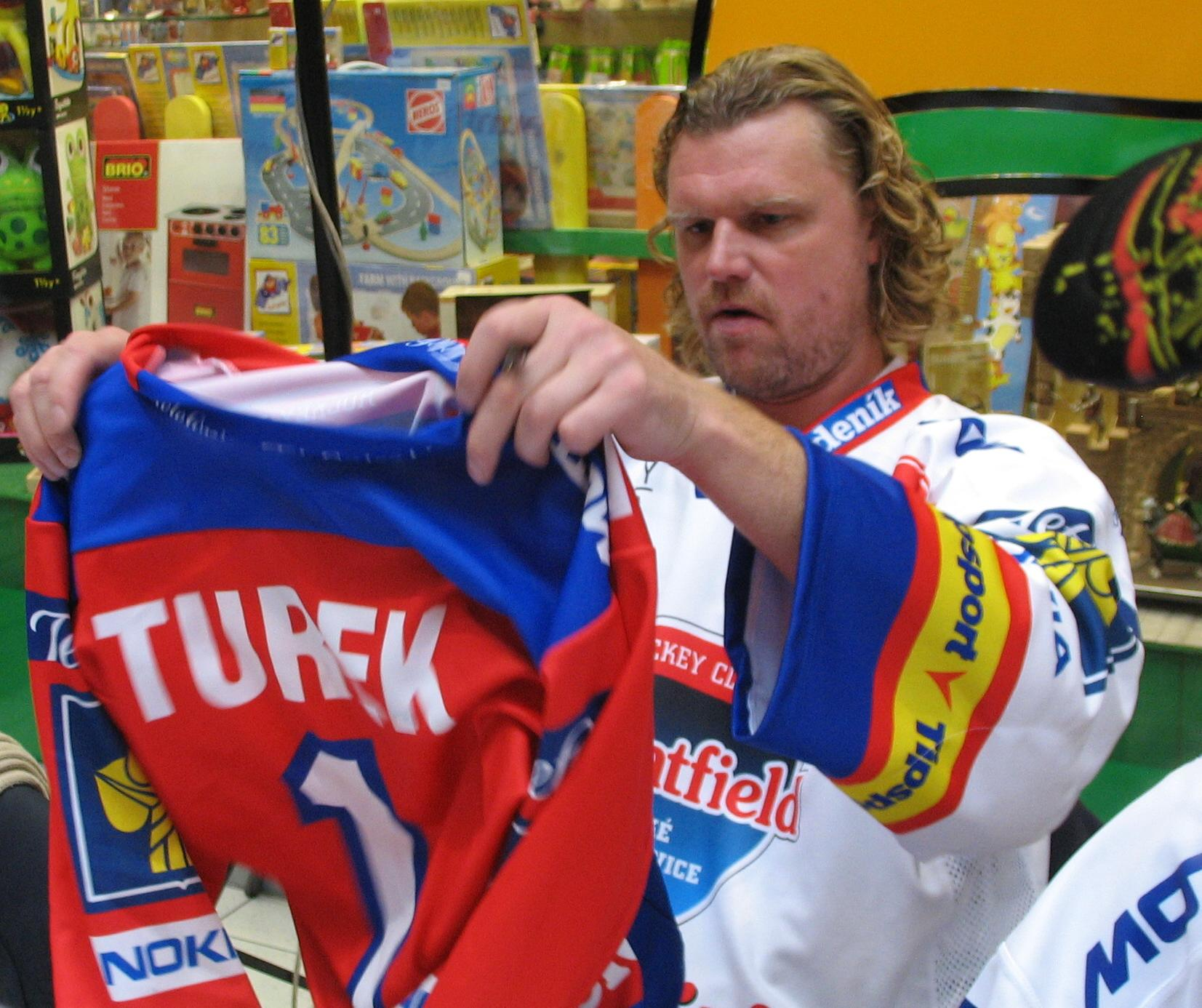
Roman Turek gardien du HC České Budějovice aura remporté le plus grand nombre de victoires.

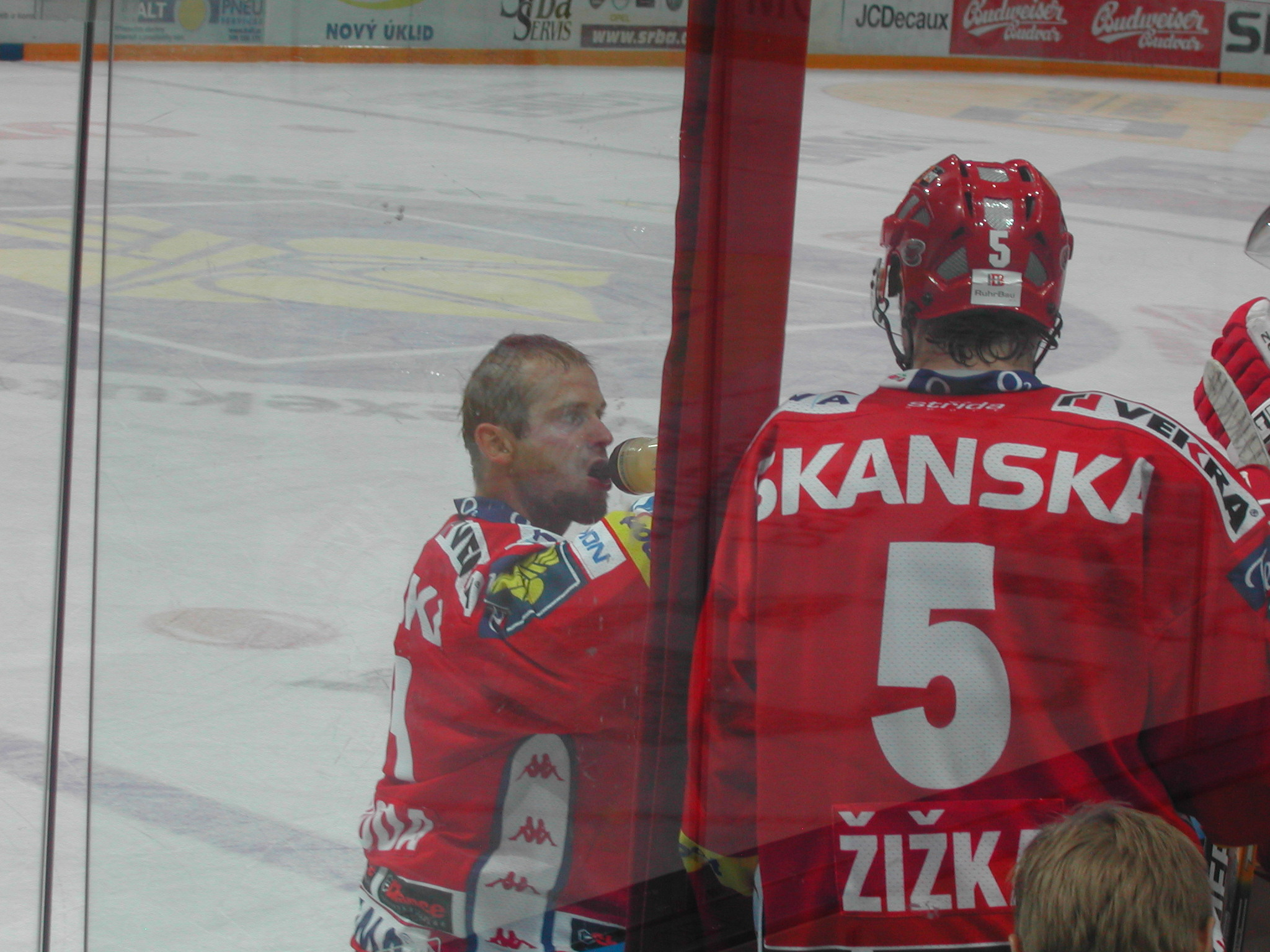
Adam Svoboda gardien du Slavia Praha meilleur gardien des séries.

Pour le classement des gardiens de but, les meilleurs de chaque colonne ont la statistique correspondante mise en gras.
| Joueur          | Équipe                  | Min   | BC  | L     | PJ | V  | D  | Moy  | Bl | %Arr  | A | Pun |
| --------------- | ----------------------- | ----- | --- | ----- | -- | -- | -- | ---- | -- | ----- | - | --- |
| Adam Svoboda    | HC Slavia Praha         | 2 659 | 104 | 1 190 | 44 | 29 | 15 | 2,35 | 6  | 91,96 | 0 | 14  |
| Ján Lašák       | HC Moeller Pardubice    | 2 617 | 118 | 1 476 | 45 | 22 | 23 | 2,71 | 4  | 92,60 | 0 | 34  |
| Roman Málek     | HC Lasselsberger Plzeň  | 2 608 | 134 | 1 474 | 45 | 26 | 19 | 3,08 | 3  | 91,67 | 0 | 4   |
| Jiří Trvaj      | HC Znojemští Orli       | 2 551 | 103 | 1 249 | 43 | 21 | 22 | 2,42 | 4  | 92,38 | 0 | 8   |
| Roman Turek     | HC České Budějovice     | 2 494 | 89  | 1 159 | 42 | 29 | 13 | 2,14 | 6  | 92,87 | 1 | 2   |
| Martin Prusek   | HC Vítkovice Steel      | 2 366 | 106 | 1 460 | 43 | 17 | 26 | 2,69 | 3  | 93,23 | 0 | 0   |
| Lukáš Mensator  | HC Energie Karlovy Vary | 2 254 | 94  | 1 242 | 38 | 22 | 16 | 2,50 | 3  | 92,96 | 0 | 2   |
| Petr Přikryl    | HC Slovan Ústečtí Lvi   | 2 242 | 122 | 1 422 | 39 | 11 | 28 | 3,26 | 0  | 92,10 | 0 | 4   |
| Zdeněk Orct     | HC Geus Okna Kladno     | 2 205 | 103 | 1 318 | 39 | 20 | 19 | 2,80 | 4  | 92,75 | 0 | 4   |
| Marek Pinc      | Bílí Tygři Liberec      | 2 153 | 89  | 1 084 | 37 | 18 | 19 | 2,48 | 2  | 92,41 | 0 | 4   |
| Tomáš Duba      | HC Sparta Praha         | 2 090 | 93  | 1 014 | 37 | 19 | 18 | 2,67 | 4  | 91,60 | 0 | 8   |
| Martin Vojtek   | HC Oceláři Třinec       | 2 062 | 75  | 1 225 | 38 | 23 | 15 | 2,18 | 3  | 94,23 | 0 | 20  |
| Jaroslav Hübl   | HC Litvínov             | 1 886 | 89  | 1 063 | 32 | 15 | 17 | 2,83 | 2  | 92,27 | 0 | 2   |
| Igor Murín      | RI Okna Zlín            | 1 731 | 87  | 972   | 33 | 13 | 20 | 3,02 | 0  | 91,78 | 0 | 2   |
| Petr Franěk     | HC Litvínov             | 1 241 | 48  | 691   | 21 | 12 | 9  | 2,32 | 4  | 93,50 | 0 | 2   |
| Roman Čechmánek | HC Oceláři Třinec       | 977   | 53  | 597   | 18 | 4  | 14 | 3,25 | 0  | 91,85 | 0 | 16  |

### Play-offs

#### Phase préliminaire
HC Oceláři Třinec  - HC Znojemští Orli
| 24 février 2008 | HC Oceláři Třinec | 4-1 (2–0, 1–1, 1–0) | HC Znojemští Orli | Werk Arena |

| Feuille de match | Feuille de match                                                           | Feuille de match | Feuille de match | Feuille de match |
| ---------------- | -------------------------------------------------------------------------- | ---------------- | ---------------- | ---------------- |
|                  | 14. David Moravec 15. Zdeněk Skořepa 33. Jiří Polanský 59. Ľubomír Sekeráš |                  | 24. Petr Selingr |                  |
|                  |                                                                            |                  |                  |                  |
|                  |                                                                            |                  |                  |                  |
|                  |                                                                            |                  |                  |                  |

| 25 février 2008 | HC Oceláři Třinec | 5-2 (0–0, 4–2, 1–0) | HC Znojemští Orli | Werk aréna |

| Feuille de match | Feuille de match                                                                             | Feuille de match | Feuille de match                    | Feuille de match |
| ---------------- | -------------------------------------------------------------------------------------------- | ---------------- | ----------------------------------- | ---------------- |
|                  | 22. Peter Barinka 24. Jan Steber 24. David Moravec 35. Juraj Štefanka 49. Rostislav Martynek |                  | 25. Ivo Kotaška 29. Radek Procházka |                  |
|                  |                                                                                              |                  |                                     |                  |
|                  |                                                                                              |                  |                                     |                  |
|                  |                                                                                              |                  |                                     |                  |

| 27 février 2008 | HC Znojemští Orli | 1-2 (0–0, 0–1, 1–1) | HC Oceláři Třinec | Hostan Arena Znojmo |

| Feuille de match | Feuille de match | Feuille de match | Feuille de match                     | Feuille de match |
| ---------------- | ---------------- | ---------------- | ------------------------------------ | ---------------- |
|                  | 60. Petr Selingr |                  | 24. Lubomír Korhoň 58. Jiří Polanský |                  |
|                  |                  |                  |                                      |                  |
|                  |                  |                  |                                      |                  |
|                  |                  |                  |                                      |                  |

HC Geus Okna Kladno - HC Lasselsberger Plzeň
| 24 février 2008 | HC Geus Okna Kladno | 4-3 (1–1, 3–2, 0–0) | HC Lasselsberger Plzeň | Městský zimní stadion |

| Feuille de match | Feuille de match                                                       | Feuille de match | Feuille de match                                    | Feuille de match |
| ---------------- | ---------------------------------------------------------------------- | ---------------- | --------------------------------------------------- | ---------------- |
|                  | 14. Marek Trončinský 27. Pavel Patera 28. Tomáš Horna 28. Jan Rudovský |                  | 10. Petr Vampola 21. Tomáš Vlasák 40. Michal Dvořák |                  |
|                  |                                                                        |                  |                                                     |                  |
|                  |                                                                        |                  |                                                     |                  |
|                  |                                                                        |                  |                                                     |                  |

| 25 février 2008 | HC Geus Okna Kladno | 4-3 (1–1, 3–2, 0–0) | HC Lasselsberger Plzeň | Městský zimní stadion |

| Feuille de match | Feuille de match                                                                            | Feuille de match | Feuille de match                    | Feuille de match |
| ---------------- | ------------------------------------------------------------------------------------------- | ---------------- | ----------------------------------- | ---------------- |
|                  | 4. Martin Procházka 31. Tomáš Horna 43. Martin Procházka 49. Tomáš Nádašdi 60. Pavel Patera |                  | 55. Martin Adamský 57. Petr Vampola |                  |
|                  |                                                                                             |                  |                                     |                  |
|                  |                                                                                             |                  |                                     |                  |
|                  |                                                                                             |                  |                                     |                  |

| 27 février 2008 | HC Lasselsberger Plzeň | 6-5 (1–2, 4–1, 1–2) | HC Geus Okna Kladno | ČEZ aréna Plzeň |

| Feuille de match | Feuille de match                                                                                           | Feuille de match | Feuille de match                                                                       | Feuille de match |
| ---------------- | --- | ---------------- | -------------------------------------------------------------------------------------- | ---------------- |
|                  | 2. David Ludvík 24. David Ludvík 26. Michal Důras 38. Michal Dvořák 40. Michal Dvořák 43. Radek Matějovský |                  | 11. David Hájek 16. Aleš Pavlas 29. Martin Procházka 49. Tomáš Horna 56. Richard Diviš |                  |
|                  | |                  |                                                                                        |                  |
|                  | |                  |                                                                                        |                  |
|                  | |                  |                                                                                        |                  |

| 28 février 2008 | HC Lasselsberger Plzeň | 2-3 (0–0, 1–2, 1–1) | HC Geus Okna Kladno | ČEZ aréna Plzeň |

| Feuille de match | Feuille de match                  | Feuille de match | Feuille de match                                          | Feuille de match |
| ---------------- | --------------------------------- | ---------------- | --------------------------------------------------------- | ---------------- |
|                  | 24. David Ludvík 47. Tomáš Vlasák |                  | 28. Martin Procházka 34. Martin Procházka 54. David Hájek |                  |
|                  |                                   |                  |                                                           |                  |
|                  |                                   |                  |                                                           |                  |
|                  |                                   |                  |                                                           |                  |

Kladno et Třinec remportent les deux dernières places pour les séries finales.

#### Arbre de qualification
|  | Quarts de finale        | Quarts de finale        |                         |   | Demi-finales | Demi-finales |  |  | Finale | Finale |
|  | Quarts de finale        | Quarts de finale        |                         |   | Demi-finales | Demi-finales |  |  | Finale | Finale |
|  |                         |                         |                         |   |              |              |  |  |        |        |
|  |                         |                         |                         |   |              |              |  |  |        |        |
|  |                         |                         |                         |   |              |              |  |  |        |        |
|  | HC České Budějovice     | 4                       |                         |   |              |              |  |  |        |        |
|  | HC České Budějovice     | 4                       |                         |   |              |              |  |  |        |        |
|  | HC Geus Okna Kladno     | 1                       |                         |   |              |              |  |  |        |        |
|  | HC Geus Okna Kladno     | 1                       | HC České Budějovice     | 3 |              |              |  |  |        |        |
|  |                         |                         | HC České Budějovice     | 3 |              |              |  |  |        |        |
|  |                         | HC Energie Karlovy Vary | 4                       |   |              |              |  |  |        |        |
|  | HC Energie Karlovy Vary | HC Energie Karlovy Vary | 4                       | 4 |              |              |  |  |        |        |
|  | HC Energie Karlovy Vary |                         |                         | 4 |              |              |  |  |        |        |
|  | HC Litvínov             | 1                       |                         |   |              |              |  |  |        |        |
|  | HC Litvínov             | 1                       | HC Energie Karlovy Vary | 3 |              |              |  |  |        |        |
|  |                         |                         | HC Energie Karlovy Vary | 3 |              |              |  |  |        |        |
|  |                         | HC Slavia Praha         | 4                       |   |              |              |  |  |        |        |
|  | HC Slavia Praha         | HC Slavia Praha         | 4                       | 4 |              |              |  |  |        |        |
|  | HC Slavia Praha         |                         |                         | 4 |              |              |  |  |        |        |
|  | HC Oceláři Třinec       | 1                       |                         |   |              |              |  |  |        |        |
|  | HC Oceláři Třinec       | 1                       | HC Slavia Praha         | 4 |              |              |  |  |        |        |
|  |                         |                         | HC Slavia Praha         | 4 |              |              |  |  |        |        |
|  |                         | HC Bílí Tygři Liberec   | 3                       |   |              |              |  |  |        |        |
|  | HC Bílí Tygři Liberec   | HC Bílí Tygři Liberec   | 3                       | 4 |              |              |  |  |        |        |
|  | HC Bílí Tygři Liberec   |                         |                         | 4 |              |              |  |  |        |        |
|  | HC Sparta Praha         | 0                       |                         |   |              |              |  |  |        |        |
|  | HC Sparta Praha         | 0                       |                         |   |              |              |  |  |        |        |

#### Phase finale

##### Quarts-de-finale
HC Mountfield České Budějovice - HC Geus Okna Kladno
| 5 mars 2008 | HC Mountfield České Budějovice | 2-0 (2–0, 0–0, 0–0) | HC Geus Okna Kladno | Budvar aréna |

| Feuille de match | Feuille de match               | Feuille de match | Feuille de match | Feuille de match |
| ---------------- | ------------------------------ | ---------------- | ---------------- | ---------------- |
|                  | 3. Tomáš Kůrka 10. Milan Gulaš |                  |                  |                  |
|                  |                                |                  |                  |                  |
|                  |                                |                  |                  |                  |
|                  |                                |                  |                  |                  |

| 6 mars 2008 | HC Mountfield České Budějovice | 2-0 (1–0, 1–0, 0–0) | HC Geus Okna Kladno | Budvar aréna |

| Feuille de match | Feuille de match                     | Feuille de match | Feuille de match | Feuille de match |
| ---------------- | ------------------------------------ | ---------------- | ---------------- | ---------------- |
|                  | 3. Jindřich Kotrla 23. Petr Gřegořek |                  |                  |                  |
|                  |                                      |                  |                  |                  |
|                  |                                      |                  |                  |                  |
|                  |                                      |                  |                  |                  |

| 9 mars 2008 | HC Geus Okna Kladno | 4-2 (1–1, 1–0, 2–1) | HC Mountfield České Budějovice | Městský zimní stadion |

| Feuille de match | Feuille de match                                                          | Feuille de match | Feuille de match                  | Feuille de match |
| ---------------- | ------------------------------------------------------------------------- | ---------------- | --------------------------------- | ---------------- |
|                  | 10. Jaroslav Kalla 40. Martin Procházka 54. Pavel Patera 60. Pavel Patera |                  | 8. Petr Sailer 41. Kamil Brabenec |                  |
|                  |                                                                           |                  |                                   |                  |
|                  |                                                                           |                  |                                   |                  |
|                  |                                                                           |                  |                                   |                  |

| 10 mars 2008 | HC Geus Okna Kladno | 1-3 (0–1, 0–1, 1–1) | HC Mountfield České Budějovice | Městský zimní stadion |

| Feuille de match | Feuille de match | Feuille de match | Feuille de match                                    | Feuille de match |
| ---------------- | ---------------- | ---------------- | --------------------------------------------------- | ---------------- |
|                  | 55. Pavel Patera |                  | 15. Milan Toman 39. Kamil Brabenec 52. Michal Hudec |                  |
|                  |                  |                  |                                                     |                  |
|                  |                  |                  |                                                     |                  |
|                  |                  |                  |                                                     |                  |

| 12 mars 2008 | HC Mountfield České Budějovice | 1-0 (0–0, 1–0, 0–0) | HC GEUS OKNA Kladno | Budvar aréna 5 814 spectateurs |

| Feuille de match | Feuille de match | Feuille de match | Feuille de match | Feuille de match                  |
| ---------------- | ---------------- | ---------------- | ---------------- | --------------------------------- |
|                  | 23. Michal Hudec |                  |                  | Arbitrage : Roman Polák Robin Šír |
|                  |                  |                  |                  | Arbitrage : Roman Polák Robin Šír |
|                  |                  |                  |                  | Arbitrage : Roman Polák Robin Šír |
|                  |                  |                  |                  | Arbitrage : Roman Polák Robin Šír |

HC Slavia Praha - HC Oceláři Třinec
| 5 mars 2008 | HC Slavia Praha | 4-1 (3–0, 1–1, 0–0) | HC Oceláři Třinec | O2 Arena |

| Feuille de match | Feuille de match                                            | Feuille de match | Feuille de match   | Feuille de match |
| ---------------- | ----------------------------------------------------------- | ---------------- | ------------------ | ---------------- |
|                  | 1. Jan Novák 11. Tomáš Žižka 14. Jan Novák 32. Jakub Klepiš |                  | 35. Lubomír Korhoň |                  |
|                  |                                                             |                  |                    |                  |
|                  |                                                             |                  |                    |                  |
|                  |                                                             |                  |                    |                  |

| 5 mars 2008 | HC Slavia Praha | 1-2 (TF) (0–1, 0–0, 1–0, 0–0) | HC Oceláři Třinec | O2 Arena |

| Feuille de match | Feuille de match | Feuille de match | Feuille de match  | Feuille de match |
| ---------------- | ---------------- | ---------------- | ----------------- | ---------------- |
|                  | 48. Petr Kadlec  |                  | 20. Peter Barinka |                  |
|                  |                  |                  |                   |                  |
|                  |                  |                  |                   |                  |
|                  |                  |                  |                   |                  |

| 9 mars 2008 | HC Oceláři Třinec | 2-4 (0–1, 2–2, 0–1) | HC Slavia Praha | Werk aréna |

| Feuille de match | Feuille de match                      | Feuille de match | Feuille de match                                                    | Feuille de match |
| ---------------- | ------------------------------------- | ---------------- | ------------------------------------------------------------------- | ---------------- |
|                  | 29. Juraj Štefanka 40. Lubomír Korhoň |                  | 18. Tomáš Žižka 21. Josef Beránek 36. David Hruška 53. Jakub Klepiš |                  |
|                  |                                       |                  |                                                                     |                  |
|                  |                                       |                  |                                                                     |                  |
|                  |                                       |                  |                                                                     |                  |

| 10 mars 2008 | HC Oceláři Třinec | 0-1 (0–1, 0–0, 0–0) | HC Slavia Praha | Werk aréna |

| Feuille de match | Feuille de match | Feuille de match | Feuille de match | Feuille de match |
| ---------------- | ---------------- | ---------------- | ---------------- | ---------------- |
|                  |                  |                  | 20. Michal Sup   |                  |
|                  |                  |                  |                  |                  |
|                  |                  |                  |                  |                  |
|                  |                  |                  |                  |                  |

| 12 mars 2008 | HC Slavia Praha | 3-2 (P) (1–1, 0–1, 1–0, 1–0) | HC Oceláři Třinec | O2 Arena 6 690 spectateurs |

| Feuille de match | Feuille de match                                                 | Feuille de match | Feuille de match                         | Feuille de match                     |
| ---------------- | ---------------------------------------------------------------- | ---------------- | ---------------------------------------- | ------------------------------------ |
|                  | 08:41 David Hruška 42:44 Vladimír Růžička ml. 65:44 Jakub Klepiš |                  | 05:12 Jiří Polanský 30:11 Martin Výborný | Arbitrage : Pavel Hodek Pavel Mikula |
|                  |                                                                  |                  |                                          | Arbitrage : Pavel Hodek Pavel Mikula |
|                  |                                                                  |                  |                                          | Arbitrage : Pavel Hodek Pavel Mikula |
|                  |                                                                  |                  |                                          | Arbitrage : Pavel Hodek Pavel Mikula |

HC Bílí Tygři Liberec - HC Sparta Praha
| 3 mars 2008 | HC Bílí Tygři Liberec | 4-1 (2–0, 2–1, 0–0) | HC Sparta Praha | Tipsport arena 7 500 spectateurs |

| Feuille de match | Feuille de match                                                      | Feuille de match | Feuille de match     | Feuille de match                         |
| ---------------- | --------------------------------------------------------------------- | ---------------- | -------------------- | ---------------------------------------- |
|                  | 11. Valdemar Jiruš 12. Václav Nedorost 27. Jiří Hunkes 30. Petr Šachl |                  | 26. Tibor Melichárek | Arbitrage : Martin Fraňo Antonín Jeřábek |
|                  |                                                                       |                  |                      | Arbitrage : Martin Fraňo Antonín Jeřábek |
|                  |                                                                       |                  |                      | Arbitrage : Martin Fraňo Antonín Jeřábek |
|                  |                                                                       |                  |                      | Arbitrage : Martin Fraňo Antonín Jeřábek |

| 4 mars 2008 | HC Bílí Tygři Liberec | 5-0 (1–0, 1–0, 3–0) | HC Sparta Praha | Tip sport aréna 7 386 spectateurs |

| Feuille de match | Feuille de match                                                                         | Feuille de match | Feuille de match | Feuille de match                    |
| ---------------- | ---------------------------------------------------------------------------------------- | ---------------- | ---------------- | ----------------------------------- |
|                  | 13. Leoš Čermák 40. Valdemar Jiruš 48. Milan Bartovič 49. Boris Žabka 53. Pavel Kašpařík |                  |                  | Arbitrage : Milan Minář René Hradil |
|                  |                                                                                          |                  |                  | Arbitrage : Milan Minář René Hradil |
|                  |                                                                                          |                  |                  | Arbitrage : Milan Minář René Hradil |
|                  |                                                                                          |                  |                  | Arbitrage : Milan Minář René Hradil |

| 7 mars 2008 | HC Sparta Praha | 2-3 (0–0, 1–1, 1–2) | HC Bílí Tygři Liberec | T-Mobile Arena 10 296 spectateurs |

| Feuille de match | Feuille de match                  | Feuille de match | Feuille de match                                          | Feuille de match                         |
| ---------------- | --------------------------------- | ---------------- | --------------------------------------------------------- | ---------------------------------------- |
|                  | 40. Michal Sivek 55. Martin Štrba |                  | 34. Andrej Podkonický 45. Leoš Čermák 46. Václav Nedorost | Arbitrage : Martin Fraňo Antonín Jeřábek |
|                  |                                   |                  |                                                           | Arbitrage : Martin Fraňo Antonín Jeřábek |
|                  |                                   |                  |                                                           | Arbitrage : Martin Fraňo Antonín Jeřábek |
|                  |                                   |                  |                                                           | Arbitrage : Martin Fraňo Antonín Jeřábek |

| 8 mars 2008 | HC Sparta Praha | 3-5 (1–1, 1–3, 1–1) | HC Bílí Tygři Liberec | T-Mobile Arena 11 328 spectateurs |

| Feuille de match | Feuille de match                                | Feuille de match | Feuille de match                                                                    | Feuille de match                       |
| ---------------- | ----------------------------------------------- | ---------------- | ----------------------------------------------------------------------------------- | -------------------------------------- |
|                  | 16. Martin Štrba 32. Petr Ton 54. Jiří Vykoukal |                  | 1. Leoš Čermák 21. Leoš Čermák 35. Václav Pletka 40. Lukáš Pabiška, 60. Leoš Čermák | Arbitrage : Vladimír Šindler Robin Šír |
|                  |                                                 |                  |                                                                                     | Arbitrage : Vladimír Šindler Robin Šír |
|                  |                                                 |                  |                                                                                     | Arbitrage : Vladimír Šindler Robin Šír |
|                  |                                                 |                  |                                                                                     | Arbitrage : Vladimír Šindler Robin Šír |

HC Energie Karlovy Vary - HC Litvínov
| 3 mars 2008 | HC Energie Karlovy Vary | 6-2 (2–2, 2–0, 2–0) | HC Litvínov | Zimní stadion Karlovy Vary 4 453 spectateurs |

| Feuille de match | Feuille de match                                                                                              | Feuille de match | Feuille de match                    | Feuille de match                      |
| ---------------- | --- | ---------------- | ----------------------------------- | ------------------------------------- |
|                  | 1. Jan Košťál 2. Jaroslav Kristek 35. Václav Skuhravý 40. Václav Skuhravý 46. Jaroslav Kristek 60. Lukáš Pech |                  | 5.Vojtěch Kubinčák 7. Daniel Branda | Arbitrage : Martin Homola Roman Polák |
|                  | |                  |                                     | Arbitrage : Martin Homola Roman Polák |
|                  | |                  |                                     | Arbitrage : Martin Homola Roman Polák |
|                  | |                  |                                     | Arbitrage : Martin Homola Roman Polák |

| 4 mars 2008 | HC Energie Karlovy Vary | 3-2 (1–1, 2–0, 0–1) | HC Litvínov | Zimní stadion Karlovy Vary 4 680 spectateurs |

| Feuille de match | Feuille de match                                        | Feuille de match | Feuille de match                 | Feuille de match                         |
| ---------------- | ------------------------------------------------------- | ---------------- | -------------------------------- | ---------------------------------------- |
|                  | 18. Marek Melenovský 26. Ondřej Němec 34. Michal Dobroň |                  | 13. Daniel Branda 50. Jiří Šlégr | Arbitrage : Vladimír Šindler Pavel Hodek |
|                  |                                                         |                  |                                  | Arbitrage : Vladimír Šindler Pavel Hodek |
|                  |                                                         |                  |                                  | Arbitrage : Vladimír Šindler Pavel Hodek |
|                  |                                                         |                  |                                  | Arbitrage : Vladimír Šindler Pavel Hodek |

| 7 mars 2008 | HC Litvínov | 3-2 (TF) (1–1, 1–1, 0–0, 0–0) | HC Energie Karlovy Vary | Zimní stadion Ivana Hlinky 7 000 spectateurs |

| Feuille de match | Feuille de match                                 | Feuille de match | Feuille de match               | Feuille de match                      |
| ---------------- | ------------------------------------------------ | ---------------- | ------------------------------ | ------------------------------------- |
|                  | 1. Peter Jánský 26. Vojtěch Kubinčák Jakub Černý |                  | 6. Jakub Grof 27. Roman Prošek | Arbitrage : Martin Homola Roman Polák |
|                  |                                                  |                  |                                | Arbitrage : Martin Homola Roman Polák |
|                  |                                                  |                  |                                | Arbitrage : Martin Homola Roman Polák |
|                  |                                                  |                  |                                | Arbitrage : Martin Homola Roman Polák |

| 8 mars 2008 | HC Litvínov | 2-3 (1–2, 0–1, 1–0) | HC Energie Karlovy Vary | Zimní stadion Ivana Hlinky 6 800 spectateurs |

| Feuille de match | Feuille de match                  | Feuille de match | Feuille de match                                   | Feuille de match                      |
| ---------------- | --------------------------------- | ---------------- | -------------------------------------------------- | ------------------------------------- |
|                  | 7. Martin Jenáček 48. Jakub Černý |                  | 10. Lukáš Pech 19. Marek Melenovský 27. Lukáš Pech | Arbitrage : René Hradil Radek Husička |
|                  |                                   |                  |                                                    | Arbitrage : René Hradil Radek Husička |
|                  |                                   |                  |                                                    | Arbitrage : René Hradil Radek Husička |
|                  |                                   |                  |                                                    | Arbitrage : René Hradil Radek Husička |

| 11 mars 2008 | HC Energie Karlovy Vary | 3-2 (1–1, 1–0, 1–1) | HC Litvínov | Zimní stadion Karlovy Vary 4 680 spectateurs |

| Feuille de match | Feuille de match                                                     | Feuille de match | Feuille de match                   | Feuille de match                     |
| ---------------- | -------------------------------------------------------------------- | ---------------- | ---------------------------------- | ------------------------------------ |
|                  | 1. Petr Kumstát z trestného střílení 23. Milan Hluchý 53. Jan Košťál |                  | 11. Roman Tomas 42. Robert Reichel | Arbitrage : Martin Fraňo René Hradil |
|                  |                                                                      |                  |                                    | Arbitrage : Martin Fraňo René Hradil |
|                  |                                                                      |                  |                                    | Arbitrage : Martin Fraňo René Hradil |
|                  |                                                                      |                  |                                    | Arbitrage : Martin Fraňo René Hradil |

##### Demi-finales
HC Mountfield České Budějovice - HC Energie Karlovy Vary
| 21 mars 2008 | HC Mountfield České Budějovice | 3-2 (1–0, 0–0, 2–2) | HC Energie Karlovy Vary | Budvar aréna |

| Feuille de match | Feuille de match                                    | Feuille de match | Feuille de match                      | Feuille de match |
| ---------------- | --------------------------------------------------- | ---------------- | ------------------------------------- | ---------------- |
|                  | 7. René Vydarený 44. Kamil Brabenec 50. Viktor Hübl |                  | 54. Milan Procházka 60. Michal Dobroň |                  |
|                  |                                                     |                  |                                       |                  |
|                  |                                                     |                  |                                       |                  |
|                  |                                                     |                  |                                       |                  |

| 22 mars 2008 | HC Mountfield České Budějovice | 2-1 (0–0, 0–0, 2–1) | {{{équipe2}}} | Budvar aréna |

| Feuille de match | Feuille de match                  | Feuille de match | Feuille de match   | Feuille de match |
| ---------------- | --------------------------------- | ---------------- | ------------------ | ---------------- |
|                  | 51. René Vydarený 57. Tomáš Kůrka |                  | 60. Josef Řezníček |                  |
|                  |                                   |                  |                    |                  |
|                  |                                   |                  |                    |                  |
|                  |                                   |                  |                    |                  |

| 25 mars 2008 | HC Energie Karlovy Vary | 4-0 (0–0, 3–0, 1–0) | HC Mountfield České Budějovice | Zimní stadion Karlovy Vary 4 800 spectateurs |

| Feuille de match | Feuille de match                                                        | Feuille de match | Feuille de match | Feuille de match       |
| ---------------- | ----------------------------------------------------------------------- | ---------------- | ---------------- | ---------------------- |
|                  | 29. Jan Košťál 32. Milan Kraft 40. Václav Skuhravý 48. Jaroslav Kristek |                  |                  | Arbitrage : Šinder Šír |
|                  |                                                                         |                  |                  | Arbitrage : Šinder Šír |
|                  |                                                                         |                  |                  | Arbitrage : Šinder Šír |
|                  |                                                                         |                  |                  | Arbitrage : Šinder Šír |

| 26 mars 2008 | HC Energie Karlovy Vary | 5-4 (1–1, 4–0, 0–3) | HC Mountfield České Budějovice | Zimní stadion Karlovy Vary 4 680 spectateurs |

| Feuille de match | Feuille de match                                                                      | Feuille de match | Feuille de match                                                    | Feuille de match          |
| ---------------- | ------------------------------------------------------------------------------------- | ---------------- | ------------------------------------------------------------------- | ------------------------- |
|                  | 12. Jakub Grof 29. Jakub Grof 35. Josef Řezníček 36. Vítězslav Bílek 37. David Zucker |                  | 8. Petr Gřegořek 45. Milan Toman 47. Tomáš Frolo 55. Kamil Brabenec | Arbitrage : Homola Mikula |
|                  |                                                                                       |                  |                                                                     | Arbitrage : Homola Mikula |
|                  |                                                                                       |                  |                                                                     | Arbitrage : Homola Mikula |
|                  |                                                                                       |                  |                                                                     | Arbitrage : Homola Mikula |

| 28 mars 2008 | HC Mountfield České Budějovice | 3-2 (P) (0–0, 2–1, 0–1, 1–0) | HC Energie Karlovy Vary | Budvar aréna |

| Feuille de match | Feuille de match                                    | Feuille de match | Feuille de match                     | Feuille de match        |
| ---------------- | --------------------------------------------------- | ---------------- | ------------------------------------ | ----------------------- |
|                  | 21. Tomáš Mertl 36. René Vydarený 63. Ondřej Veselý |                  | 21. Václav Skuhravý 47. Petr Kumstát | Arbitrage : Šindler Šír |
|                  |                                                     |                  |                                      | Arbitrage : Šindler Šír |
|                  |                                                     |                  |                                      | Arbitrage : Šindler Šír |
|                  |                                                     |                  |                                      | Arbitrage : Šindler Šír |

| 30 mars 2008 | HC Energie Karlovy Vary | 3-0 (2–0, 1–0, 0–0) | HC Mountfield České Budějovice | Zimní stadion Karlovy Vary 4 680 spectateurs |

| Feuille de match | Feuille de match                                   | Feuille de match | Feuille de match | Feuille de match        |
| ---------------- | -------------------------------------------------- | ---------------- | ---------------- | ----------------------- |
|                  | 1. Jan Košťál 15. Vítězslav Bílek 39. Ondřej Němec |                  |                  | Arbitrage : Šindler Šír |
|                  |                                                    |                  |                  | Arbitrage : Šindler Šír |
|                  |                                                    |                  |                  | Arbitrage : Šindler Šír |
|                  |                                                    |                  |                  | Arbitrage : Šindler Šír |

| 1er avril 2008 | HC Mountfield České Budějovice | 1-2 (0–0, 1–1, 0–1) | HC Energie Karlovy Vary | Budvar aréna |

| Feuille de match | Feuille de match  | Feuille de match | Feuille de match                        | Feuille de match        |
| ---------------- | ----------------- | ---------------- | --------------------------------------- | ----------------------- |
|                  | 36. René Vydarený |                  | 29. Václav Skuhravý 53. Milan Procházka | Arbitrage : Šindler Šír |
|                  |                   |                  |                                         | Arbitrage : Šindler Šír |
|                  |                   |                  |                                         | Arbitrage : Šindler Šír |
|                  |                   |                  |                                         | Arbitrage : Šindler Šír |

HC Slavia Praha - HC Bílí Tygři Liberec
| 19 mars 2008 | HC Slavia Praha | 3-2 (TF) (2–0, 0–1, 0–1, 0–0) | HC Bílí Tygři Liberec | O2 Arena 9 871 spectateurs |

| Feuille de match | Feuille de match                                | Feuille de match | Feuille de match                    | Feuille de match                                      |
| ---------------- | ----------------------------------------------- | ---------------- | ----------------------------------- | ----------------------------------------------------- |
|                  | 18. Tomáš Micka 19. Michal Vondrka Jakub Klepiš |                  | 33. Valedemar Jiruš 42. Leoš Čermák | Arbitrage : Radek Husička, René Hradil Barvíř, Blümel |
|                  |                                                 |                  |                                     | Arbitrage : Radek Husička, René Hradil Barvíř, Blümel |
|                  |                                                 |                  |                                     | Arbitrage : Radek Husička, René Hradil Barvíř, Blümel |
|                  |                                                 |                  |                                     | Arbitrage : Radek Husička, René Hradil Barvíř, Blümel |

| 20 mars 2008 | HC Slavia Praha | 3-2 (P) (0–1, 1–1, 1–0, 1–0) | HC Bílí Tygři Liberec | O2 Arena 10 841 spectateurs |

| Feuille de match | Feuille de match                                    | Feuille de match | Feuille de match                   | Feuille de match                                            |
| ---------------- | --------------------------------------------------- | ---------------- | ---------------------------------- | ----------------------------------------------------------- |
|                  | 24. Jaroslav Bednář 56. Tomáš Micka 69. Petr Kadlec |                  | 5. Václav Pletka 31. Václav Pletka | Arbitrage : Martin Fraňo, Antonín Jeřábek Charvát, Kalivoda |
|                  |                                                     |                  |                                    | Arbitrage : Martin Fraňo, Antonín Jeřábek Charvát, Kalivoda |
|                  |                                                     |                  |                                    | Arbitrage : Martin Fraňo, Antonín Jeřábek Charvát, Kalivoda |
|                  |                                                     |                  |                                    | Arbitrage : Martin Fraňo, Antonín Jeřábek Charvát, Kalivoda |

| 23 mars 2008 | HC Bílí Tygři Liberec | 4-1 (1–0, 2–1, 1–0) | HC Slavia Praha | Tipsport aréna 7 500 spectateurs |

| Feuille de match | Feuille de match                                              | Feuille de match | Feuille de match | Feuille de match                                    |
| ---------------- | ------------------------------------------------------------- | ---------------- | ---------------- | --------------------------------------------------- |
|                  | 8. Lukáš Pabiška 28. Boris Žabka 40. Petr Šachl 54. Lukáš Zíb |                  | 36. Tomáš Micka  | Arbitrage : Pavel Hodek, Tomáš Turčan Bláha, Kostka |
|                  |                                                               |                  |                  | Arbitrage : Pavel Hodek, Tomáš Turčan Bláha, Kostka |
|                  |                                                               |                  |                  | Arbitrage : Pavel Hodek, Tomáš Turčan Bláha, Kostka |
|                  |                                                               |                  |                  | Arbitrage : Pavel Hodek, Tomáš Turčan Bláha, Kostka |

| 24 mars 2008 | HC Bílí Tygři Liberec | 3-0 (2–0, 1–0, 0–0) | HC Slavia Praha | Tipsport aréna 7 500 spectateurs |

| Feuille de match | Feuille de match                                    | Feuille de match | Feuille de match | Feuille de match                                           |
| ---------------- | --------------------------------------------------- | ---------------- | ---------------- | ---------------------------------------------------------- |
|                  | 10. Jan Víšek 18. Václav Pletka 39. Václav Nedorost |                  |                  | Arbitrage : René Hradil, Radek Husička Hlavatý, Tošenovjan |
|                  |                                                     |                  |                  | Arbitrage : René Hradil, Radek Husička Hlavatý, Tošenovjan |
|                  |                                                     |                  |                  | Arbitrage : René Hradil, Radek Husička Hlavatý, Tošenovjan |
|                  |                                                     |                  |                  | Arbitrage : René Hradil, Radek Husička Hlavatý, Tošenovjan |

| 27 mars 2008 | HC Slavia Praha | 5-1 (1–0, 2–1, 2–0) | HC Bílí Tygři Liberec | O2 Arena 13 877 spectateurs |

| Feuille de match | Feuille de match                                                                            | Feuille de match | Feuille de match  | Feuille de match                                             |
| ---------------- | ------------------------------------------------------------------------------------------- | ---------------- | ----------------- | ------------------------------------------------------------ |
|                  | 7. Roman Červenka 24. Jakub Klepiš 36. David Hruška 48. Jaroslav Bednář 53. Jaroslav Bednář |                  | 34. Václav Pletka | Arbitrage : Radek Husička, Antonín Jeřábek Charvát, Kalivoda |
|                  |                                                                                             |                  |                   | Arbitrage : Radek Husička, Antonín Jeřábek Charvát, Kalivoda |
|                  |                                                                                             |                  |                   | Arbitrage : Radek Husička, Antonín Jeřábek Charvát, Kalivoda |
|                  |                                                                                             |                  |                   | Arbitrage : Radek Husička, Antonín Jeřábek Charvát, Kalivoda |

| 29 mars 2008 | HC Bílí Tygři Liberec | 3-1 (1–0, 1–0, 1–1) | HC Slavia Praha | Tipsport aréna 7 500 spectateurs |

| Feuille de match | Feuille de match                            | Feuille de match | Feuille de match | Feuille de match                                         |
| ---------------- | ------------------------------------------- | ---------------- | ---------------- | -------------------------------------------------------- |
|                  | 11. Jan Víšek 37. Leoš Čermák 43. Lukáš Zíb |                  | 48. Jiří Doležal | Arbitrage : Radek Husička, Antonín Jeřábek Bádal, Pouzar |
|                  |                                             |                  |                  | Arbitrage : Radek Husička, Antonín Jeřábek Bádal, Pouzar |
|                  |                                             |                  |                  | Arbitrage : Radek Husička, Antonín Jeřábek Bádal, Pouzar |
|                  |                                             |                  |                  | Arbitrage : Radek Husička, Antonín Jeřábek Bádal, Pouzar |

| 31 mars 2008 | HC Slavia Praha | 2-1 (1–0, 0–0, 1–1) | HC Bílí Tygři Liberec | O2 Arena 13 268 spectateurs |

| Feuille de match | Feuille de match                    | Feuille de match | Feuille de match      | Feuille de match                                            |
| ---------------- | ----------------------------------- | ---------------- | --------------------- | ----------------------------------------------------------- |
|                  | 5. Jaroslav Bednář 52. Jakub Klepiš |                  | 57. Andrej Podkonický | Arbitrage : Radek Husička, Antonín Jeřábek Gebauer, Lederer |
|                  |                                     |                  |                       | Arbitrage : Radek Husička, Antonín Jeřábek Gebauer, Lederer |
|                  |                                     |                  |                       | Arbitrage : Radek Husička, Antonín Jeřábek Gebauer, Lederer |
|                  |                                     |                  |                       | Arbitrage : Radek Husička, Antonín Jeřábek Gebauer, Lederer |

##### Finale
HC Slavia Praha - HC Energie Karlovy Vary
| 4 avril 2008 | HC Slavia Praha | 4-5 (1–1, 1–2, 2–2) | HC Energie Karlovy Vary | O2 Arena 12 089 spectateurs |

| Feuille de match | Feuille de match                                                     | Feuille de match | Feuille de match                                                                     | Feuille de match                      |
| ---------------- | -------------------------------------------------------------------- | ---------------- | ------------------------------------------------------------------------------------ | ------------------------------------- |
|                  | 11. Igor Rataj 28. David Hruška 41. Jaroslav Bednář 51. David Hruška |                  | 5. Jaroslav Kristek 26. Petr Kumstát 31. Milan Kraft 44. Petr Kumstát 46. Jan Košťál | Arbitrage : Fraňo, Šír Barvíř, Blümel |
|                  |                                                                      |                  |                                                                                      | Arbitrage : Fraňo, Šír Barvíř, Blümel |
|                  |                                                                      |                  |                                                                                      | Arbitrage : Fraňo, Šír Barvíř, Blümel |
|                  |                                                                      |                  |                                                                                      | Arbitrage : Fraňo, Šír Barvíř, Blümel |

| 5 avril 2008 | HC Slavia Praha | 5-2 (1–0, 2–2, 2–0) | HC Energie Karlovy Vary | O2 Arena 16 152 spectateurs |

| Feuille de match | Feuille de match                                                                       | Feuille de match | Feuille de match                        | Feuille de match                             |
| ---------------- | -------------------------------------------------------------------------------------- | ---------------- | --------------------------------------- | -------------------------------------------- |
|                  | 19. Igor Rataj 26. David Hruška 29. Jiří Drtina 45. Roman Červenka 60. Jaroslav Bednář |                  | 27. František Skladaný 36. Ondřej Němec | Arbitrage : Hradil, Mikula Charvát, Kalivoda |
|                  |                                                                                        |                  |                                         | Arbitrage : Hradil, Mikula Charvát, Kalivoda |
|                  |                                                                                        |                  |                                         | Arbitrage : Hradil, Mikula Charvát, Kalivoda |
|                  |                                                                                        |                  |                                         | Arbitrage : Hradil, Mikula Charvát, Kalivoda |

| 8 avril 2008 | HC Energie Karlovy Vary | 3-4 (1–2, 2–0, 0–2) | HC Slavia Praha | ZS Karlovy Vary 4 680 spectateurs |

| Feuille de match | Feuille de match                                           | Feuille de match | Feuille de match                                                          | Feuille de match                           |
| ---------------- | ---------------------------------------------------------- | ---------------- | ------------------------------------------------------------------------- | ------------------------------------------ |
|                  | 10. Jaroslav Kristek 33. Petr Kumstát 38. Jaroslav Kristek |                  | 12. Jaroslav Bednář 15. Roman Červenka 50. Jaroslav Bednář 52. Igor Rataj | Arbitrage : Turčan, Hodek Gebauer, Lederer |
|                  |                                                            |                  |                                                                           | Arbitrage : Turčan, Hodek Gebauer, Lederer |
|                  |                                                            |                  |                                                                           | Arbitrage : Turčan, Hodek Gebauer, Lederer |
|                  |                                                            |                  |                                                                           | Arbitrage : Turčan, Hodek Gebauer, Lederer |

| 9 avril 2008 | HC Energie Karlovy Vary | 8-2 (4–1, 2–0, 2–1) | HC Slavia Praha | ZS Karlovy Vary 4 680 spectateurs |

| Feuille de match | Feuille de match | Feuille de match | Feuille de match                    | Feuille de match                         |
| ---------------- | --- | ---------------- | ----------------------------------- | ---------------------------------------- |
|                  | 7. Milan Procházka 11. Milan Kraft 13. Jan Košťál 20. Jaroslav Kristek 22. Milan Procházka 35. Milan Hluchý 44. Milan Kraft 53. Jaroslav Kristek |                  | 19. Jakub Klepiš 49. Michal Vondrka | Arbitrage : Fraňo, Jeřábek Bádal, Pouzar |
|                  | |                  |                                     | Arbitrage : Fraňo, Jeřábek Bádal, Pouzar |
|                  | |                  |                                     | Arbitrage : Fraňo, Jeřábek Bádal, Pouzar |
|                  | |                  |                                     | Arbitrage : Fraňo, Jeřábek Bádal, Pouzar |

| 12 avril 2008 | HC Slavia Praha | 4-0 (1–0, 1–0, 2–0) | HC Energie Karlovy Vary | O2 Arena 16 617 spectateurs |

| Feuille de match | Feuille de match                                                  | Feuille de match | Feuille de match | Feuille de match                          |
| ---------------- | ----------------------------------------------------------------- | ---------------- | ---------------- | ----------------------------------------- |
|                  | 10. Jakub Klepiš 31. Jakub Klepiš 45. Jiří Drtina 53. Jiří Drtina |                  |                  | Arbitrage : Husička, Hradil Pešek, Šátava |
|                  |                                                                   |                  |                  | Arbitrage : Husička, Hradil Pešek, Šátava |
|                  |                                                                   |                  |                  | Arbitrage : Husička, Hradil Pešek, Šátava |
|                  |                                                                   |                  |                  | Arbitrage : Husička, Hradil Pešek, Šátava |

| 14 avril 2008 | HC Energie Karlovy Vary | 4-1 (2–1, 0–0, 2–0) | HC Slavia Praha | ZS Karlovy Vary 4 680 spectateurs |

| Feuille de match | Feuille de match                                                                | Feuille de match | Feuille de match    | Feuille de match                          |
| ---------------- | ------------------------------------------------------------------------------- | ---------------- | ------------------- | ----------------------------------------- |
|                  | 10. Jaroslav Kristek 17. Jaroslav Kristek 47. Petr Mudroch 60. Marek Melenovský |                  | 18. Jaroslav Bednář | Arbitrage : Husička, Hradil Bláha, Kostka |
|                  |                                                                                 |                  |                     | Arbitrage : Husička, Hradil Bláha, Kostka |
|                  |                                                                                 |                  |                     | Arbitrage : Husička, Hradil Bláha, Kostka |
|                  |                                                                                 |                  |                     | Arbitrage : Husička, Hradil Bláha, Kostka |

| 16 avril 2008 | HC Slavia Praha | 4-2 (2–0, 1–0, 1–2) | HC Energie Karlovy Vary | O2 Arena 17 123 spectateurs |

| Feuille de match | Feuille de match                                                       | Feuille de match | Feuille de match                   | Feuille de match                           |
| ---------------- | ---------------------------------------------------------------------- | ---------------- | ---------------------------------- | ------------------------------------------ |
|                  | 7. Jakub Klepiš 9. Jaroslav Bednář 38. Roman Červenka 58. Jiří Vašíček |                  | 58. Vojtěch Polák 60. Jiří Hanzlík | Arbitrage : Husička, Hradil Barvíř, Blümel |
|                  |                                                                        |                  |                                    | Arbitrage : Husička, Hradil Barvíř, Blümel |
|                  |                                                                        |                  |                                    | Arbitrage : Husička, Hradil Barvíř, Blümel |
|                  |                                                                        |                  |                                    | Arbitrage : Husička, Hradil Barvíř, Blümel |

#### Meilleurs pointeurs
| Joueur           | Équipe                  | PJ | B  | A  | Pts | +/- | Pun |
| ---------------- | ----------------------- | -- | -- | -- | --- | --- | --- |
| Jakub Klepiš     | HC Slavia Praha         | 19 | 10 | 7  | 17  | 3   | 24  |
| David Hruška     | HC Slavia Praha         | 19 | 6  | 10 | 16  | 7   | 16  |
| Jaroslav Bednář  | HC Slavia Praha         | 19 | 10 | 3  | 13  | 2   | 8   |
| Jaroslav Kristek | HC Energie Karlovy Vary | 19 | 10 | 2  | 12  | 6   | 2   |
| Leoš Čermák      | HC Bílí Tygři Liberec   | 11 | 7  | 4  | 11  | 9   | 12  |
| Petr Kumstát     | HC Energie Karlovy Vary | 19 | 5  | 6  | 11  | -1  | 6   |
| Martin Procházka | HC Geus Okna Kladno     | 7  | 6  | 3  | 9   | 3   | 6   |
| Václav Skuhravý  | HC Energie Karlovy Vary | 19 | 5  | 4  | 9   | 2   | 55  |
| Valdemar Jiruš   | HC Bílí Tygři Liberec   | 11 | 3  | 6  | 9   | 7   | 2   |
| Petr Kadlec      | HC Slavia Praha         | 19 | 2  | 7  | 9   | 6   | 22  |

#### Meilleurs gardiens de but
| Joueur           | Équipe                  | Min   | BC | L   | PJ | V  | D | Moy  | Bl | Arr   | A | Pun |
| ---------------- | ----------------------- | ----- | -- | --- | -- | -- | - | ---- | -- | ----- | - | --- |
| Adam Svoboda     | HC Slavia Praha         | 1 133 | 42 | 565 | 19 | 12 | 7 | 2,22 | 2  | 93,08 | 1 | 14  |
| Lukáš Mensator   | HC Energie Karlovy Vary | 1 149 | 47 | 708 | 19 | 11 | 8 | 2,45 | 2  | 93,77 | 1 | 0   |
| Marek Pinc       | HC Bílí Tygři Liberec   | 671   | 21 | 350 | 11 | 7  | 4 | 1,88 | 2  | 94,34 | 0 | 2   |
| Roman Turek      | HC České Budějovice     | 641   | 17 | 294 | 11 | 7  | 4 | 1,59 | 3  | 94,53 | 0 | 0   |
| Martin Vojtek    | HC Oceláři Třinec       | 494   | 17 | 325 | 8  | 4  | 4 | 2,06 | 0  | 95,03 | 0 | 10  |
| Miroslav Kopřiva | HC Geus Okna Kladno     | 359   | 17 | 213 | 6  | 3  | 3 | 2,84 | 0  | 92,61 | 0 | 0   |
| Roman Málek      | HC Lasselsberger Plzeň  | 237   | 16 | 118 | 4  | 1  | 3 | 4,05 | 0  | 88,06 | 0 | 0   |
| Petr Franěk      | HC Litvínov             | 219   | 10 | 151 | 4  | 1  | 3 | 2,74 | 0  | 93,79 | 0 | 0   |

### Playdown
Les quatre dernières équipes de la saison jouent une seconde phase à part avec un classement établi en prenant compte des résultats de la première phase. L'équipe finissant à la dernière place joue alors une phase de relégation contre le représentant de la 1.liga.
| Place | Équipe                | PJ | V  | VP | DP | D  | BP  | BC  | Pts |
| ----- | --------------------- | -- | -- | -- | -- | -- | --- | --- | --- |
| 11e   | HC Vítkovice Steel    | 64 | 28 | 4  | 7  | 25 | 177 | 185 | 99  |
| 12e   | HC Moeller Pardubice  | 64 | 22 | 6  | 5  | 31 | 178 | 197 | 83  |
| 13e   | RI Okna Zlín          | 64 | 23 | 1  | 5  | 35 | 169 | 209 | 76  |
| 14e   | HC Slovan Ústečtí Lvi | 64 | 11 | 9  | 8  | 36 | 144 | 225 | 59  |

### Bilan de la saison
Le HC Slavia Praha entraîné par Vladimír Růžička et Jiří Kalous remporte le second titre de son histoire avec les joueurs suivants : 
- Gardiens de but : Adam Svoboda et Dominik Furch
- Joueurs de champ : Jaroslav Borůvka, Jiří Drtina, Jiří Jebavý, Petr Kadlec, Pavel Kolařík, Jan Novák, Pavel Procházka, Karol Sloboda, Jakub Šulc, Jiří Vašíček, Tomáš Žižka, Jaroslav Bednář, Michal Borovanský, Miloslav Čermák, Roman Červenka, Jiří Doležal, Lukáš Endál, Miroslav Holec, David Hruška, Jakub Klepiš, Vladislav Kubeš, Martin Malát, Tomáš Micka, Igor Rataj, Vladimír Růžička, Jakub Sklenář, Michal Sup, Marek Tomica, Michal Vondrka, Josef Beránek (C)

Les personnalités de la saison récompensées par des trophées sont les suivants :
| Trophée                        | Joueur             | Équipe                  |
| ------------------------------ | ------------------ | ----------------------- |
| Joueur de la saison            | Roman Turek        | HC České Budějovice     |
| MVP des playoffs               | Jaroslav Bednář    | HC Slavia Praha         |
| Meilleur gardien de but        | Martin Vojtek      | HC Oceláři Třinec       |
| Meilleur défenseur             | Tomáš Žižka        | HC Slavia Praha         |
| Meilleure recrue               | Tomáš Nádašdi      | HC Geus Okna Kladno     |
| Meilleur entraîneur            | Zdeněk Venera      | HC Energie Karlovy Vary |
| Trophée du fair-play           | Petr Ton           | HC Sparta Praha         |
| Casque d'or (meilleure action) | Tomáš Horna        | HC Geus Okna Kladno     |
| Meilleur arbitre               | František Kalivoda | -                       |

Le classement final de l'Extraliga 2007-08 est le suivant :
| 1  | HC Slavia Prague               |
| 2  | HC Energie Karlovy Vary        |
| 3  | HC Mountfield České Budějovice |
| 4  | HC Bílí Tygři Liberec          |
| 5  | HC Litvínov                    |
| 6  | HC Sparta Praha                |
| 7  | HC Oceláři Třinec              |
| 8  | HC Geus Okna Kladno            |
| 9  | HC Lasselsberger Plzeň         |
| 10 | HC Znojemští Orli              |
| 11 | HC Vítkovice Steel             |
| 12 | HC Moeller Pardubice           |
| 13 | RI Okna Zlín                   |
| 14 | HC Slovan Ústečtí Lvi          |

## Résultats de la 1.liga
Les 16 équipes de la 1.liga jouent chacune 44 matchs au cours de la saison régulière. Un classement est établi et les quatre meilleures équipes sont directement qualifiées pour les quarts-de-finale. Les huit équipes suivantes jouent pour les quatre places restantes au meilleur des trois matchs. Les autres tours sont joués au meilleur des quatre matchs. L'équipe qui remporte les séries a le droit de jouer une série en quatre matchs gagnant contre la dernière équipe d'Extraliga. Les quatre dernières équipes de la première phase jouent une phase de relégation en conservant les points de la première et les deux dernières équipes jouent une phase de barrage contre les deux meilleures équipes de 2.liga.

### Classement de la première phase
Division Ouest (Skupina západ)
| Place | Équipe                  | PJ | V  | VP | DP | D  | BP  | BC  | Pts |
| ----- | ----------------------- | -- | -- | -- | -- | -- | --- | --- | --- |
| 1er   | BK Mladá Boleslav       | 44 | 34 | 4  | 4  | 2  | 182 | 71  | 114 |
| 2e    | KLH Chomutov            | 44 | 32 | 3  | 1  | 8  | 187 | 106 | 103 |
| 3e    | HC VCES Hradec Králové  | 44 | 23 | 4  | 8  | 9  | 150 | 114 | 85  |
| 4e    | HC Vrchlabí             | 44 | 20 | 4  | 4  | 16 | 127 | 110 | 72  |
| 5e    | Sportovní klub Kadaň    | 44 | 13 | 4  | 8  | 19 | 99  | 128 | 55  |
| 6e    | HC Rebel Havlíčkův Brod | 44 | 14 | 5  | 1  | 24 | 105 | 140 | 53  |
| 7e    | HC Berounští Medvědi    | 44 | 10 | 5  | 4  | 25 | 94  | 132 | 44  |
| 8e    | HC Most                 | 44 | 12 | 2  | 4  | 26 | 100 | 154 | 44  |

Division Est (Skupina východ)
| Place | Équipe                         | PJ | V  | VP | DP | D  | BP  | BC  | Pts |
| ----- | ------------------------------ | -- | -- | -- | -- | -- | --- | --- | --- |
| 1er   | HC Olomouc                     | 44 | 24 | 6  | 2  | 12 | 150 | 107 | 86  |
| 2e    | HC Kometa Brno                 | 44 | 25 | 3  | 4  | 12 | 154 | 109 | 85  |
| 3e    | Havířovská hokejová společnost | 44 | 20 | 1  | 5  | 18 | 133 | 137 | 67  |
| 4e    | HC Sareza Ostrava              | 44 | 16 | 3  | 8  | 17 | 137 | 131 | 62  |
| 5e    | HC Dukla Jihlava               | 44 | 16 | 5  | 2  | 21 | 128 | 151 | 60  |
| 6e    | SK Horácká Slavia Třebíč       | 44 | 14 | 3  | 3  | 24 | 96  | 137 | 51  |
| 7e    | HK Jestřábi Prostějov          | 44 | 9  | 6  | 3  | 26 | 116 | 160 | 42  |
| 8e    | Hokej Šumperk 2003             | 44 | 7  | 5  | 2  | 30 | 98  | 169 | 33  |

### Play-offs

#### Phase préliminaire
| HC Hradec Králové - SK Horácká Slavia Třebíč - Hradec Králové 2-3 Třebíč (1-1, 0-1, 1-1) - Hradec Králové 10-0 Třebíč (4-0, 2-0, 4-0) - Třebíč 3-1 Hradec Králové (1-0, 2-0, 0-1) - Třebíč 1-4 Hradec Králové (0-3, 1-0, 0-1) - Hradec Králové 7-2 Třebíč (4-1, 1-1, 2-0) | HC Vrchlabí - HC Dukla Jihlava - Vrchlabí 3-1 Jihlava (2-0, 1-1, 0-0) - Vrchlabí 4-3 Jihlava (1-1, 1-2, 2-0) - Jihlava 7-2 Vrchlabí (2-0, 2-0, 3-2) - Jihlava 2-1 Vrchlabí (0-0, 2-1, 0-0) - Vrchlabí 1-0 Jihlava (0-0, 0-0, 1-0) |
| HC Havířov - HC Rebel Havlíčkův Brod - Havířov 2-3 Havlíčkův Brod (1-1, 1-1, 0-0, 0-1) - Havířov 1-2 Havlíčkův Brod (0-0, 0-1, 1-0, 0-1) - Havlíčkův Brod 1-2 Havířov (0-0, 0-1, 1-1) - Havlíčkův Brod 5-2 Havířov (1-0, 1-0, 3-2)                                        | HC Sareza Ostrava - Sportovní klub Kadaň - Ostrava 3-1 Kadaň (0-0, 1-0, 2-1) - Ostrava 4-2 Kadaň (1-1, 0-0, 3-1) - Kadaň 0-4 Ostrava (0-2, 0-0, 0-2)                                                                              |

#### Arbre de qualification
|  | Quarts de finale        | Quarts de finale |                   |   | Demi-finales | Demi-finales |  |  | Finale | Finale |
|  | Quarts de finale        | Quarts de finale |                   |   | Demi-finales | Demi-finales |  |  | Finale | Finale |
|  |                         |                  |                   |   |              |              |  |  |        |        |
|  |                         |                  |                   |   |              |              |  |  |        |        |
|  |                         |                  |                   |   |              |              |  |  |        |        |
|  | BK Mladá Boleslav       | 4                |                   |   |              |              |  |  |        |        |
|  | BK Mladá Boleslav       | 4                |                   |   |              |              |  |  |        |        |
|  | HC Rebel Havlíčkův Brod | 0                |                   |   |              |              |  |  |        |        |
|  | HC Rebel Havlíčkův Brod | 0                | BK Mladá Boleslav | 4 |              |              |  |  |        |        |
|  |                         |                  | BK Mladá Boleslav | 4 |              |              |  |  |        |        |
|  |                         | HC Kometa Brno   | 3                 |   |              |              |  |  |        |        |
|  | HC Kometa Brno          | HC Kometa Brno   | 3                 | 4 |              |              |  |  |        |        |
|  | HC Kometa Brno          |                  |                   | 4 |              |              |  |  |        |        |
|  | HC VCES Hradec Králové  | 2                |                   |   |              |              |  |  |        |        |
|  | HC VCES Hradec Králové  | 2                | BK Mladá Boleslav | 4 |              |              |  |  |        |        |
|  |                         |                  | BK Mladá Boleslav | 4 |              |              |  |  |        |        |
|  |                         | KLH Chomutov     | 0                 |   |              |              |  |  |        |        |
|  | HC Olomouc              | KLH Chomutov     | 0                 | 4 |              |              |  |  |        |        |
|  | HC Olomouc              |                  |                   | 4 |              |              |  |  |        |        |
|  | HC Sareza Ostrava       | 1                |                   |   |              |              |  |  |        |        |
|  | HC Sareza Ostrava       | 1                | HC Olomouc        | 2 |              |              |  |  |        |        |
|  |                         |                  | HC Olomouc        | 2 |              |              |  |  |        |        |
|  |                         | KLH Chomutov     | 4                 |   |              |              |  |  |        |        |
|  | KLH Chomutov            | KLH Chomutov     | 4                 | 4 |              |              |  |  |        |        |
|  | KLH Chomutov            |                  |                   | 4 |              |              |  |  |        |        |
|  | HC Vrchlabí             | 1                |                   |   |              |              |  |  |        |        |
|  | HC Vrchlabí             | 1                |                   |   |              |              |  |  |        |        |

#### Phase finale

##### Quart de finale
BK Mladá Boleslav - HC Rebel Havlíčkův Brod
- Mladá Boleslav 4-1 Havlíčkův Brod (1-0, 1-1, 2-0)
- Mladá Boleslav 6-5 Havlíčkův Brod (1-0, 3-2, 1-3, 1-0)
- Havlíčkův Brod 2-3 Mladá Boleslav (1-1, 1-0, 0-1, 0-1)
- Havlíčkův Brod 3-4 Mladá Boleslav (0-0, 1-2, 2-2)

HC Olomouc - HC Sareza Ostrava
- Olomouc 6-2 Ostrava (3-1, 1-0, 2-1)
- Olomouc 7-3 Ostrava (1-0, 1-3, 5-0)
- Ostrava 6-4 Olomouc (1-2, 3-1, 2-1)
- Ostrava 2-3 Olomouc (2-1, 0-0, 0-1, 0-1)
- Olomouc 7-4 Ostrava (2-3, 2-0, 3-1)

KLH Chomutov - HC Vrchlabí
- Chomutov 3-1 Vrchlabí (2-0, 1-1, 0-0)
- Chomutov 4-1 Vrchlabí (2-0, 1-0, 1-1)
- Vrchlabí 5-0 Chomutov (2-0, 0-0, 3-0)
- Vrchlabí 2-4 Chomutov (1-0, 1-4, 0-0)
- Chomutov 7-3 Vrchlabí (3-2, 3-1, 1-0)

HC Kometa Brno - HC Hradec Králové
- Brno 2-1 Hradec Králové (0-0, 1-0, 0-1, 1-0)
- Brno 1-2 Hradec Králové (1-0, 0-1, 0-1)
- Hradec Králové 1-3 Brno (0-2, 0-0, 1-1)
- Hradec Králové 6-1 Brno (2-1, 2-0, 2-0)
- Brno 6-5 Hradec Králové (0-1, 4-3, 1-1, 1-0)
- Hradec Králové 2-3 Brno (2-0, 0-2, 0-1)

##### Demi-finales
BK Mladá Boleslav - HC Kometa Brno
- Mladá Boleslav 4-2 Brno (2-1, 0-1, 2-0)
- Mladá Boleslav 4-3 Brno (3-0, 0-3, 1-0)
- Brno 4-0 Mladá Boleslav (1-0, 1-0, 2-0)
- Brno 3-0 Mladá Boleslav (1-0, 1-0, 1-0)
- Mladá Boleslav 6-3 Brno (2-1, 3-0, 1-2)
- Brno 6-1 Mladá Boleslav (1-0, 1-0, 4-1)
- Mladá Boleslav 2-1 Brno (1-0, 0-1, 0-0, 1-0)

HC Olomouc - KLH Chomutov
- Olomouc 5-2 Chomutov (1-1, 3-1, 1-0)
- Olomouc 7-6 Chomutov (1-0, 3-4, 2-2, 0-0, 1-0)
- Chomutov 4-1 Olomouc (3-1, 0-0, 1-0)
- Chomutov 2-0 Olomouc (0-0, 1-0, 1-0)
- Olomouc 2-3 Chomutov (1-0, 1-3, 0-0)
- Chomutov 7-0 Olomouc (3-0, 4-0, 0-0)

##### Finale
BK Mladá Boleslav - KLH Chomutov
- Mladá Boleslav 2-1 Chomutov (1-0, 0-0, 0-1, 0-0, 1-0)
- Mladá Boleslav 4-1 Chomutov (0-0, 2-0, 2-1)
- Chomutov 5-6 Mladá Boleslav (2-1, 2-1, 1-3, 0-0, 0-1)
- Chomutov 2-3 Mladá Boleslav (1-1, 1-1, 0-1)

BK Mladá Boleslav mené par son capitaine, Richard Král, accède à la phase de la promotion pour l'Extraliga.

### Phase de relégation
Les résultats de la première phase sont conservés.
| Place | Équipe                | PJ | V  | VP | DP | D  | BP  | BC  | Pts |
| ----- | --------------------- | -- | -- | -- | -- | -- | --- | --- | --- |
| 13e   | HC Berounští Medvědi  | 56 | 19 | 6  | 4  | 27 | 133 | 148 | 73  |
| 14e   | HC Most               | 56 | 18 | 2  | 4  | 32 | 142 | 184 | 62  |
| 15e   | HK Jestřábi Prostějov | 56 | 13 | 6  | 4  | 33 | 152 | 202 | 55  |
| 16e   | Hokej Šumperk 2003    | 56 | 10 | 6  | 3  | 37 | 129 | 229 | 45  |

HK Jestřábi Prostějov et Hokej Šumperk 2003 sont directement reléguées en 2.liga.

## Résultats de la 2.liga
Un total de 36 équipes ont participé à ce championnat avec trois divisions mises en place : les divisions centre et Ouest d'un côté et la division est de l'autre. Les huit meilleures équipes de chaque divisions sont qualifiées pour la suite de la compétition, avec un croisement entre les équipes de l'Ouest et du centre d'un côté et les équipes de l'est de l'autre. Les deux équipes remportant les demi-finales à l'Ouest et au centre sont qualifiées pour jouer la montée alors que pour l'Ouest uniquement la meilleure équipe des séries la jouera.
La dernière équipe de chaque division rejoint la division inférieure.

### Classement de la première phase
Division Ouest (Skupina západ)
| Place | Équipe                     | PJ | V  | VP | N | DP | D  | BP  | BC  | Pts |
| ----- | -------------------------- | -- | -- | -- | - | -- | -- | --- | --- | --- |
| 1er   | HC Rokycany                | 34 | 22 | 1  | 4 | 2  | 5  | 132 | 78  | 74  |
| 2e    | HC Klášterec nad Ohří      | 34 | 16 | 3  | 5 | 4  | 6  | 130 | 94  | 63  |
| 3e    | HC Děčín                   | 34 | 17 | 2  | 4 | 2  | 9  | 130 | 92  | 61  |
| 4e    | HC Řisuty                  | 34 | 18 | 0  | 2 | 1  | 13 | 124 | 101 | 57  |
| 5e    | HC Vlci Jablonec nad Nisou | 34 | 14 | 1  | 5 | 1  | 13 | 122 | 122 | 50  |
| 6e    | HC Klatovy                 | 34 | 12 | 1  | 4 | 2  | 15 | 117 | 115 | 44  |
| 7e    | HC Baník Sokolov           | 34 | 12 | 1  | 2 | 1  | 18 | 115 | 128 | 41  |
| 8e    | HC Junior Mělník           | 34 | 11 | 2  | 1 | 1  | 19 | 103 | 144 | 39  |
| 9e    | HC Stadion Litoměřice      | 34 | 9  | 0  | 3 | 1  | 21 | 91  | 147 | 31  |
| 10e   | HC Roudnice nad Labem      | 34 | 7  | 1  | 3 | 0  | 23 | 104 | 164 | 26  |
| 11e   | HC Kobra Praha             | 34 | 5  | 2  | 2 | 3  | 22 | 96  | 160 | 24  |
| 12e   | UHK LEV Slaný              | 34 | 5  | 1  | 0 | 1  | 27 | 82  | 206 | 18  |

Division Centre (Skupina střed)
| Place | Équipe                       | PJ | V  | VP | N | DP | D  | BP  | BC  | Pts |
| ----- | ---------------------------- | -- | -- | -- | - | -- | -- | --- | --- | --- |
| 1er   | HC Benátky nad Jizerou       | 34 | 28 | 1  | 0 | 0  | 5  | 182 | 65  | 86  |
| 2e    | HC Chrudim                   | 34 | 25 | 3  | 2 | 0  | 4  | 160 | 63  | 83  |
| 3e    | IHC Písek                    | 34 | 22 | 1  | 3 | 0  | 8  | 125 | 74  | 71  |
| 4e    | HC Milevsko                  | 34 | 21 | 1  | 0 | 2  | 10 | 130 | 89  | 67  |
| 5e    | Hockey Club Tábor            | 34 | 16 | 5  | 2 | 0  | 11 | 130 | 96  | 60  |
| 6     | HC Spartak Pelhřimov         | 34 | 18 | 0  | 3 | 2  | 11 | 154 | 121 | 59  |
| 7e    | NED Hockey Nymburk           | 34 | 15 | 1  | 0 | 0  | 18 | 97  | 111 | 47  |
| 8e    | HHK Velké Meziříčí           | 34 | 14 | 0  | 3 | 0  | 17 | 104 | 137 | 45  |
| 9e    | HC VHS Benešov               | 34 | 13 | 0  | 2 | 1  | 18 | 111 | 128 | 42  |
| 10e   | TJ SC Kolín                  | 34 | 12 | 0  | 2 | 3  | 17 | 109 | 143 | 41  |
| 11e   | KLH Vajgar Jindřichův Hradec | 34 | 9  | 1  | 3 | 2  | 19 | 96  | 131 | 34  |
| 12e   | TJ Stadion Kutná Hora        | 34 | 10 | 1  | 1 | 0  | 22 | 100 | 135 | 33  |

Division Est (Skupina východ)
| Place | Équipe               | PJ | V  | VP | N | DP | D  | BP  | BC  | Pts |
| ----- | -------------------- | -- | -- | -- | - | -- | -- | --- | --- | --- |
| 1er   | SHK Hodonín          | 34 | 21 | 3  | 2 | 0  | 8  | 120 | 74  | 71  |
| 2e    | HC Nový Jičín        | 34 | 22 | 1  | 1 | 2  | 8  | 135 | 84  | 71  |
| 3e    | HC Zubr Přerov       | 34 | 19 | 2  | 1 | 2  | 10 | 110 | 85  | 64  |
| 4     | HC Blansko           | 34 | 17 | 1  | 1 | 4  | 11 | 99  | 87  | 58  |
| 5e    | VSK Technika Brno    | 34 | 18 | 0  | 3 | 0  | 13 | 131 | 102 | 57  |
| 6e    | HC Valašské Meziříčí | 34 | 14 | 5  | 2 | 2  | 11 | 118 | 100 | 56  |
| 7e    | HC Šternberk         | 34 | 15 | 2  | 0 | 4  | 13 | 119 | 126 | 53  |
| 8e    | HC Slezan Opava      | 34 | 13 | 0  | 4 | 1  | 16 | 97  | 108 | 44  |
| 9e    | HC Orlová            | 34 | 11 | 2  | 2 | 1  | 18 | 100 | 127 | 40  |
| 10e   | HC Uničov            | 34 | 11 | 2  | 0 | 0  | 21 | 112 | 134 | 37  |
| 11e   | HK Kroměříž          | 34 | 7  | 2  | 0 | 4  | 21 | 90  | 133 | 29  |
| 12e   | SK Karviná           | 34 | 7  | 0  | 2 | 0  | 25 | 79  | 150 | 23  |

### Play-offs

#### Division Ouest et Centre
Huitièmes de finale
- HC Rokycany - HHK Velké Meziříčí 1-3 (2-3(TF), 5-1, 2-3, 2-6)
- HC Klášterec nad Ohří - NED Hockey Nymburk 2-3 (2-3, 3-2, 1-3, 2-1(P), 4-5)
- HC Děčín - HC Spartak Pelhřimov 3-0 (5-0, 6-4, 5-2)
- HC Řisuty - HC Tábor 3-2 (2-1(P), 2-3(P), 3-2(TF), 2-3(P), 3-2)
- HC Benátky nad Jizerou - HC Junior Mělník 3-0 (7-3, 8-1, 7-5)
- HC Chrudim - HC Baník Sokolov 3-0 (6-3, 5-3, 4-2)
- IHC Písek - HC Klatovy 3-1 (2-1(P), 4-1, 0-4, 4-2)
- HC Milevsko - HC Vlci Jablonec nad Nisou 3-1 (4-2, 7-1, 3-5, 2-0)

Quarts-de-finale
- HC Benátky nad Jizerou - HHK Velké Meziříčí 3-2 (6-5(TF), 3-4, 3-4 P, 3-2(P), 4-1)
- HC Chrudim - NED Hockey Nymburk 3-0 (9-2, 4-2, 8-3)
- IHC Písek - HC Řisuty 1-3 (1-3, 2-1, 1-3, 2-4)
- HC Děčín - HC Milevsko 0-3 (1-2, 2-5, 1-2)

Demi-finales
- HC Benátky nad Jizerou - HC Řisuty 3-1 (3-4, 4-1, 11-1, 3-1)
- HC Chrudim - HC Milevsko 3-1 (8-0, 3-4(TF), 2-0, 4-2)

Les équipes de Benátky nad Jizerou et de Chrudim sont qualifiés pour la montée en 1.liga.

#### Division Est
Quarts-de-finale
- SHK Hodonín - HC Slezan Opava 3-2 (5-4, 3-4, 3-1, 2-3(TF), 3-2)
- HC Nový Jičín - HC Šternberk 3-0 (6-1, 3-1, 5-4(P))
- HC Zubr Přerov - HC Valašské Meziříčí 3-1 (5-0, 3-1, 1-3, 4-3)
- HC Blansko - VSK Technika Brno 0-3 (1-5, 4-6, 3-4(P))

Demi-finales
- SHK Hodonín - VSK Technika Brno 0-3 (3-5, 3-5, 1-4)
- HC Nový Jičín - HC Zubr Přerov 1-3 (1-2(TF), 3-4, 3-2, 5-6(TF))

Finale
- HC Zubr Přerov - VSK Technika Brno 1-3 (2-3, 1-6, 2-1(TF), 2-5)

Brno est la troisième équipe de 2.liga à être qualifiée pour la montée en 1.liga.

## Poules de relégation

### Barrages de qualification pour l’Extraliga
Le BK Mladá Boleslav a joué et remportée la montée contre le HC Slovan Ústečtí Lvi.
| 11 avril 2008 | HC Slovan Ústečtí Lvi | 4-0 1–0, 1–0, 2–0 | BK Mladá Boleslav | Zimní stadion Ústí 6 500 spectateurs |

| Feuille de match | Feuille de match                                                                          | Feuille de match | Feuille de match | Feuille de match                               |
| ---------------- | ----------------------------------------------------------------------------------------- | ---------------- | ---------------- | ---------------------------------------------- |
|                  | 20. Krajči (Čaloun) 28. Krajči (A. Nedorost) 44. Krajči (Čaloun) 48. Hovorka (Klobouček). |                  | -                | Arbitrage : Šindler, Šír - Hlavatý, Tošenovjan |
|                  |                                                                                           |                  |                  | Arbitrage : Šindler, Šír - Hlavatý, Tošenovjan |
|                  |                                                                                           |                  |                  | Arbitrage : Šindler, Šír - Hlavatý, Tošenovjan |
|                  |                                                                                           |                  |                  | Arbitrage : Šindler, Šír - Hlavatý, Tošenovjan |

| 13 avril 2008 | HC Slovan Ústečtí Lvi | 0-3 0–1, 0–0, 0–2 | BK Mladá Boleslav | Zimní stadion Ústí 6 500 spectateurs |

| Feuille de match | Feuille de match | Feuille de match | Feuille de match                    | Feuille de match                         |
| ---------------- | ---------------- | ---------------- | ----------------------------------- | ---------------------------------------- |
|                  |                  |                  | 2. T. Sýkora 46. Lukáč 58. Gajovský | Arbitrage : Minář, Kubeš - Guth, Rittich |
|                  |                  |                  |                                     | Arbitrage : Minář, Kubeš - Guth, Rittich |
|                  |                  |                  |                                     | Arbitrage : Minář, Kubeš - Guth, Rittich |
|                  |                  |                  |                                     | Arbitrage : Minář, Kubeš - Guth, Rittich |

| 15 avril 2008 | BK Mladá Boleslav | 4-0 (2–0, 1–0, 1–0) | HC Slovan Ústečtí Lvi | Zlatopramen Aréna 5 000 spectateurs |

| Feuille de match | Feuille de match                             | Feuille de match | Feuille de match | Feuille de match                        |
| ---------------- | -------------------------------------------- | ---------------- | ---------------- | --------------------------------------- |
|                  | 2. Mikulík 17. R. Král 23. Mikulík 59. Nouza |                  |                  | Arbitrage : Šindler, Šír - Kis, Padevět |
|                  |                                              |                  |                  | Arbitrage : Šindler, Šír - Kis, Padevět |
|                  |                                              |                  |                  | Arbitrage : Šindler, Šír - Kis, Padevět |
|                  |                                              |                  |                  | Arbitrage : Šindler, Šír - Kis, Padevět |

| 17 avril 2008 | BK Mladá Boleslav | 4-3 (P) 1–0, 1–1, 1–2-1–0 | HC Slovan Ústečtí Lvi | Zlatopramen Aréna 4 200 spectateurs |

| Feuille de match | Feuille de match                          | Feuille de match | Feuille de match                  | Feuille de match                           |
| ---------------- | ----------------------------------------- | ---------------- | --------------------------------- | ------------------------------------------ |
|                  | 8. Eiselt 21. Drábek 55. Bauer 69. Gombár |                  | 28. Hovorka 46. Hovorka 51. Šagát | Arbitrage : Minář, Kubeš - Bejček, Svoboda |
|                  |                                           |                  |                                   | Arbitrage : Minář, Kubeš - Bejček, Svoboda |
|                  |                                           |                  |                                   | Arbitrage : Minář, Kubeš - Bejček, Svoboda |
|                  |                                           |                  |                                   | Arbitrage : Minář, Kubeš - Bejček, Svoboda |

| 19 avril 2008 | HC Slovan Ústečtí Lvi | 1-7 (1–3, 0–2, 0–2) | BK Mladá Boleslav | Zimní stadion Ústí 6 500 spectateurs |

| Feuille de match | Feuille de match | Feuille de match | Feuille de match                                                                  | Feuille de match                             |
| ---------------- | ---------------- | ---------------- | --------------------------------------------------------------------------------- | -------------------------------------------- |
|                  | 19. F. Mrázek    |                  | 5. Eiselt 9. Eiselt 14. Boháč 30. Kolafa 32. T. Sýkora 53. Šebesta 59. Handlovský | Arbitrage : Homola, Jeřábek - Bryška, Chytil |
|                  |                  |                  |                                                                                   | Arbitrage : Homola, Jeřábek - Bryška, Chytil |
|                  |                  |                  |                                                                                   | Arbitrage : Homola, Jeřábek - Bryška, Chytil |
|                  |                  |                  |                                                                                   | Arbitrage : Homola, Jeřábek - Bryška, Chytil |

### Barrages de qualification pour la 1. liga
Les trois meilleures équipes de la 2.liga jouent une poule pour la montée avec deux places de disponibles dans la division supérieure.
Résultats
- Chrudim 5-1 Brno (1-0,1-0,3-1)
- Benátky nad Jizerou 3-4(P) Chrudim (0-3,0-0,3-0,0-1)
- Brno 4-3(P) Benátky nad Jizerou (1-2,0-0,2-1,1-0)
- Brno 3-4 Chrudim (2-1,1-3,0-0)
- Chrudim 5-2 Benátky nad Jizerou (2-0,1-1,2-1)
- Benátky nad Jizerou 4-2 Brno (1-0,1-1,2-1)

Classement
| Place | Équipe                 | PJ | V | VP | N | DP | D | BP | BC | Pts |
| ----- | ---------------------- | -- | - | -- | - | -- | - | -- | -- | --- |
| 1er   | HC Chrudim             | 4  | 3 | 1  | 0 | 0  | 0 | 18 | 9  | 11  |
| 2e    | HC Benátky nad Jizerou | 4  | 1 | 0  | 0 | 2  | 1 | 12 | 15 | 5   |
| 3e    | VSK Technika Brno      | 4  | 0 | 1  | 0 | 0  | 3 | 10 | 16 | 2   |

Brno reste donc en 2.liga tandis que Chrudim et Benátky nad Jizerou passent en 1.liga.